# Ordem do Verbo Encarnado e do Santíssimo Sacramento

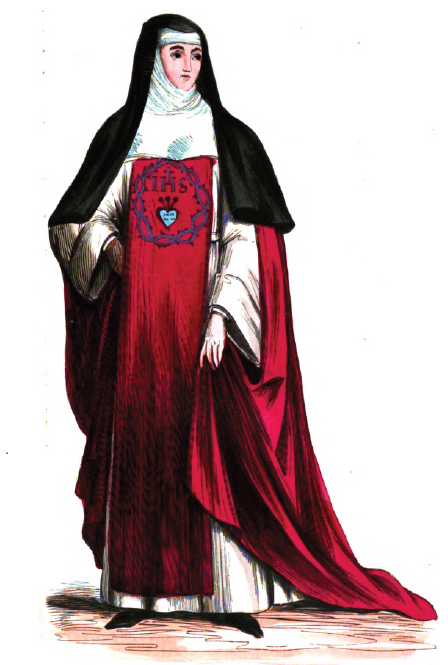
O hábito de uma religiosa da Ordem.

A Ordem do Verbo Encarnado e do Santíssimo Sacramento é uma ordem religiosa católica de clausura monástica fundada no século XVII pela Venerável Jeanne Chézard de Matel (1596-1670).